# India Catalina

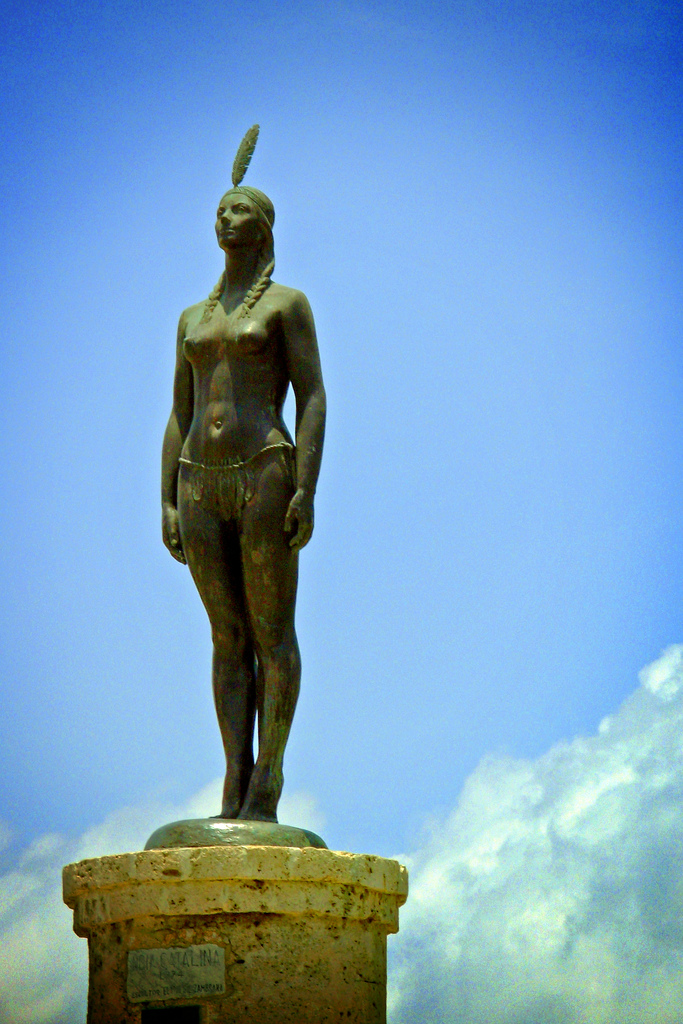
Monument ter nagedachtenis aan India Catalina, net buiten Cartagena

India Catalina werd rond 1495 geboren als dochter van een stamhoofd van een Colombiaanse indianenstam.
In 1509 werd ze meegenomen naar Santo Domingo door de Spaanse Conquistador Diego de Nicuesa. Hier leerde zij Spaans, liet ze zich bekeren tot de Rooms-Katholieke Kerk en trouwde ze met een Spanjaard.
Door haar kennis van de indiaanse talen en cultuur speelde ze een belangrijke rol als vertaler tijdens de vroege verovering van het noorden van Colombia. Ze stierf in 1529.
Tegenwoordig is zij een nationaal symbool van dit land.

## nagedachtenis
- Buiten de stad Cartagena staat een standbeeld van India catalina.
- Elk jaar wordt tijdens het Cartagena Filmfestival de Gouden India Catalina uitgereikt. Dit is een kleine replica van het monument.